# Yang Guifei

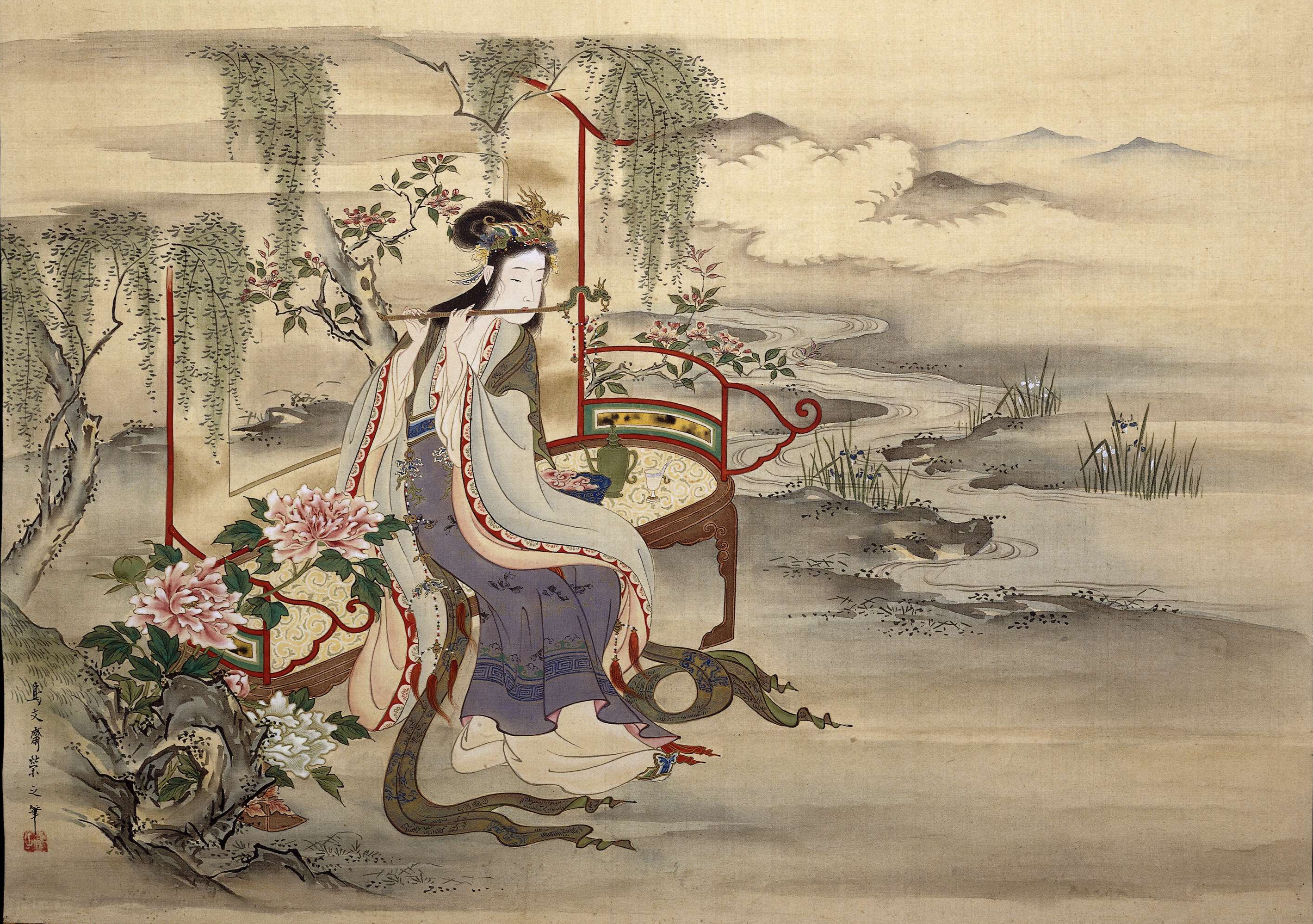
Yang Guifei mit Päonien, Gemälde von Hosoda Eishi, Anfang 19. Jahrhundert

Yang Guifei (chinesisch 楊貴妃 / 杨贵妃, Pinyin Yáng Guìfēi – „kaiserliche Konkubine Yang“; * 26. Juni 719; † 15. Juli 756), geborene Yang Yuhuan (楊玉環 / 杨玉环,  Yáng Yùhuán), war eine Konkubine Kaiser Xuanzongs aus der Tang-Dynastie und zählt zu den sogenannten Vier Schönheiten des alten China.

## Leben

### Jugend
Geboren wurde sie in Yongle (永樂 / 永乐), Präfektur Pu (蒲州), doch stammt ihre Familie aus Huayin (華陰 / 华阴) und Hongnong (弘農 / 弘农) (Provinz Shaanxi). Einer ihrer Vorfahren war Yang Xuanyan (杨玄琰), genannt Sihu (司戶), ein hoher Finanzbeamter in der Präfektur Shu (蜀州).

### Yang am Kaiserhof
Ein paar Jahre nach dem Tod ihres Vaters heiratete die sechzehn Jahre alte Yang den gleichaltrigen Prinzen Shou Li Mao, einen Sohn Kaiser Xuanzongs.
740, drei Jahre nach dem Tod von Xuanzongs Gemahlin Wu Huifei (武惠妃), arrangierte der hochrangige Eunuch Gao Lishi für Xuanzong ein Treffen mit Yang im Wasserpalast zu Xingwen (幸溫泉宮 / 幸温泉宫). Auf Geheiß der Kaiser ließ sie sich von ihrem prinzlichen Gatten scheiden und trat unter dem Namen Taizhen (太真 – „Höchste Wahrheit“) in ein Nonnenkloster ein.
745 heiratete Prinz Shou schließlich erneut, nämlich die Tochter des Generals Yuan Zhaoxun (韋昭訓 / 韦昭训). Yang wurde seine Konkubine, unterhielt aber auch sexuelle Beziehungen zum alternden Kaiser Xuanzong. Yang hatte eine ausgeprägte Vorliebe für Litschis. Da sie nur in Südchina wuchsen, ließ sie der Kaiser von berittenen Eilboten-Staffeln von Guangdong und Sichuan nach Chang’an schaffen. Zahllose Dichter besangen Yang Guifeis Schönheit, darunter Li Bai und Bai Juyi.

### Der An-Lushan-Aufstand
Etliche von Yangs Verwandten rückten daraufhin in höchste Staatsämter auf. Als sie nach dem Tode der kaiserlichen Vertrauten Li Linfu 752 versuchte, ihren Vetter Yang Guozhong in das Amt des Staatskanzlers zu hieven, kam es zum offenen Konflikt mit General An Lushan, der seinerseits Ambitionen auf diesen Posten hatte. Nach der Ernennung Yang Guozhongs brach 755 sogar eine als An-Lushan-Aufstand bekannt gewordene Militärrevolte aus, die die Tang-Dynastie an den Rand des Abgrunds bringen sollte.

### Yangs Tod
Zuletzt musste der Kaiser sogar samt Gefolge nach Chengdu in Sichuan fliehen. In der Nähe von Mawei (馬嵬驛站 / 马嵬驿站) (heute: Xinping 興平縣 / 兴平县, Provinz Shaanxi) verlangten die mitreisenden Soldaten, die den Yang-Clan für den Aufstand verantwortlich machten, den Tod von Yang Guozhong und Yang Guifei. Ob Yang Guifei freiwillig Suizid beging, zum Suizid gezwungen oder umgebracht wurde, ist unklar; jedenfalls starb sie durch Erhängen. Als Xuanzong im folgenden Jahr Yangs Leichnam in Mawei bergen lassen wollte, fand er ihn nicht mehr vor. Auf dieser Grundlage entstand der Mythos, sie sei gar nicht gestorben, sondern habe vielmehr nach Japan fliehen und dort unbehelligt bis ans Ende ihrer Tage leben können.
Angeblich hatte Yang Guifei leichtes Übergewicht, was damals aber durchaus gefragt war. Als „fettleibig“, wie dies in manchen Quellen kolportiert wird, war sie nicht zu bezeichnen. Oft wurde sie mit der erheblich zarteren, jedoch ebenfalls für ihre Schönheit weithin gerühmten Kaiserin Zhao Feiyan (趙飛燕 / 赵飞燕) verglichen, der Gemahlin des Han-Kaisers Han Cheng (51–7 v. Chr.), die ebenfalls Suizid begangen hatte. Dies führte zu dem chinesischen Ausdruck yanshou huanfei (燕瘦環肥 / 燕瘦环肥), der noch heute, insbesondere im Zusammenhang mit sexuellen Dienstleistungen, die Bandbreite weiblicher Schönheit umreißt.

## Verarbeitung in Kunst und Literatur
Opern:

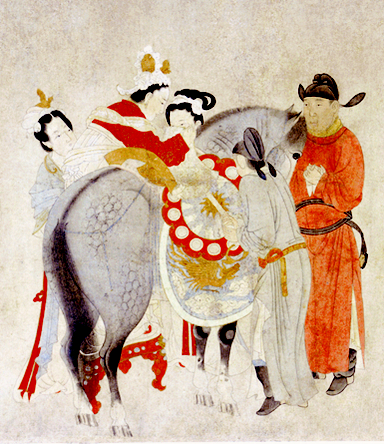
Yang Yuhuan

- Guifei Zuijiu (貴妃醉酒 / 贵妃醉酒 – „Die betrunkene kaiserliche Konkubine“)
- Taizhen Waizhuan (太真外傳 / 太真外传 – „Die Inoffizielle Biographie der Taizhen“)
- Mawei Po (馬嵬坡 – „Die Flucht aus Mawei“) von Chen Hong (陳鴻 / 陈鸿)

Erzählungen:
- Yang Taizhen Waizhuan (楊太真外傳 / 杨太真外传 – „Die inoffizielle  Biographie der Yang Taizhen“)
- Changhen Gezhuan (長恨歌傳 / 长恨歌传 – „Die Ballade des langen Grolls“)
- Eleanor Cooney, Daniel Altieri: The Court of the Lion. ISBN 0-87795-902-1

Dramen:
- Changshen Dian (長生殿 / 长生殿 – „Die Halle der Langlebigkeit“, Qing-Dynastie)
- Mocheng Jian (磨塵鑒 / 磨尘鉴 – „Den Spiegel putzen“, Ming-Dynastie)
- Jinghong Ji (驚鴻記 / 惊鸿记 – „Erschütterung der Würde“, Ming-Dynastie)
- Caihao Ji (彩毫記 / 彩毫记 – „Glanzvolles Haar“, Ming-Dynastie)
- Tang Minghuang Qiuye Wutong Yu (唐明皇秋夜梧桐雨 / 唐明皇秋夜梧桐雨 – „Tang-Kaiser Ming unter dem Platanenbaum in einer regnerischen Herbstnacht“, Yuan-Dynastie)

Filme:
- Kenji Mizoguchi: Yō-kihi (楊貴妃, 1955)